# Pico do Fogo (Lagoa)
O Pico do Fogo (Lagoa) é uma elevação portuguesa localizada no concelho da Lagoa, ilha de São Miguel, arquipélago dos Açores.
Este acidente geológico tem o seu ponto mais elevado a 315 metros de altitude acima do nível do mar e encontra-se nas imediações do local denominado Portões Vermelhos, do Pico do Cambado e do Pico do Castelhano.